# William Vincent Fitzgerald
William Vincent Fitzgerald (Ben Lomond, 21 luglio 1867 – Nuova Guinea, 6 agosto 1929) è stato un botanico australiano.

## Biografia
Fitzgerald proveniva dal nord-est della Tasmania e all'età di sedici anni fu addestrato a una carriera in miniera, ma nel frattempo, intorno all'età di vent'anni entrò in corrispondenza con il botanico Ferdinand von Mueller, al quale si mise a spedire campioni botanici. Nel 1903 divenne membro della Reale Commissione delle Foreste dell'Australia Occidentale e l'anno seguente presidente del Forests Advisory Board of Western Australia. In quell'anno descrisse 23 specie di Acacia, in gran parte del sud-ovest dell'Australia Occidentale, nella prima edizione del Journal of the West Australian Natural History Society (che più tardi divenne il Journal of the Royal Society of Western Australia).
Nel 1905 fu assunto come naturalista nel Dipartimento del Territorio per la spedizione geografica nella regione del Kimberley e negli anni successivi fu mandato dal Ministero dell'Agricoltura per esaminare le potenziali terre arabili del Kimberley. Nel 1912 egli descrisse sul Journal of Botany, British and Foreign|Journal of Botany sei nuove specie di Acacia del sud-ovest dell'Australia Occidentale scoperte in quella spedizione e altre tre nel 1917.
Morì presso il fiume Daru mentre esplorava i Monti Bismarck nelle montagne centrali della Papua Nuova Guinea.

## Attività di botanico
Egli descrisse cinque generi e circa 210 specie di piante dell'Australia Occidentale, comprese 33 Acacia e parecchie specie di Eucalyptus. Egli raccolse anche per conto di altri botanici quali Ferdinand von Mueller e Joseph Maiden ed era noto per i suoi lavori sulle orchidee. William Blakely denominò in suo onore l'Eucalpytus fitzgeraldii.
Tra le specie da lui denominate vi sono le Acacia acuaria, Acacia andrewsii, Acacia cliftoniana, Melaleuca argentea, Eucalyptus accedens e Eucalyptus argillacea.